# Elecciones generales de Singapur de 1948
Unas elecciones al Consejo Legislativo se celebraron en Singapur el 20 de marzo de 1948, cuando el país era una colonia del Reino Unido. Seis de los veinticinco escaños en el Consejo Legislativo se eligieron directamente por primera vez. La votación no era obligatoria y se limitaba a los ciudadanos británicos, que constituían alrededor del 2% de la población de más de un millón de personas. Aunque varias organizaciones pidieron un boicot a las elecciones, la participación electoral fue del 63.1%.
El Partido Progresista (PP) fue el único partido en disputar la elección, ganando tres de los seis escaños elegidos. Los demás fueron ganados por candidatos independientes.

## Sistema electoral
Las elecciones se anunciaron el 1 de febrero y las nominaciones debían presentarse antes del 15 de febrero. El período de campaña duró 31 días. De los 25 escaños del Consejo Legislativo, seis fueron elegidos, tres nominados por organizaciones comerciales (la Cámara de Comercio de Singapur, la Cámara de Comercio de China y la Cámara de Comercio de la India) y quince por las autoridades británicas; entre ellas el Gobernador, el secretario colonial, el secretario de Finanzas, el fiscal general, el procurador general, dos directores, dos comisionados oficiales y cuatro no oficiales.
Los seis escaños electos fueron elegidos de cuatro circunscripciones; dos circunscripciones de dos escaños y dos circunscripciones de un solo miembro. Los partidos no tenían un símbolo estándar fijo y los candidatos debían votar por uno ofrecido por la oficina de elecciones.

## Resultados
| Partido                                                                          | Votos  | %    | Escaños |
| -------------------------------------------------------------------------------- | ------ | ---- | ------- |
| Partido Progresista                                                              | 11.754 | 49.5 | 3       |
| Independientes                                                                   | 11.997 | 50.5 | 3       |
| Votos en blanco/anulados                                                         | 1.321  | –    | –       |
| Total                                                                            | 25.072 | 100  | 6       |
|                                                                                  |        |      |         |
| Votos emitidos                                                                   | 14.126 | 100  |         |
| Votantes registrados/participación                                               | 22.334 | 63.2 |         |
| Fuente: Singapore Elections Archivado el 24 de enero de 2023 en Wayback Machine. |        |      |         |

## Por ciricunscripción
| Circunscripción                                                                  | Candidato                       | Partido                  | Votos | %    | Notas  |
| -------------------------------------------------------------------------------- | ------------------------------- | ------------------------ | ----- | ---- | ------ |
| Municipal North-East (8.668 registrados)                                         | Mohamed Javad Namazie           | Independiente            | 2.672 | 24.4 | Electo |
| Municipal North-East (8.668 registrados)                                         | John Laycock                    | Partido Progresista      | 2.221 | 20.3 | Electo |
| Municipal North-East (8.668 registrados)                                         | M K Chidambaram                 | Independiente            | 1.622 | 14.8 |        |
| Municipal North-East (8.668 registrados)                                         | Charles Joseph Pemberton Paglar | Independiente            | 1.420 | 13   |        |
| Municipal North-East (8.668 registrados)                                         | Richard Lim Chuan Hoe           | Independiente            | 1.161 | 10.6 |        |
| Municipal North-East (8.668 registrados)                                         | Valiya Purayil Abdullah         | Independiente            | 944   | 8.6  |        |
| Municipal North-East (8.668 registrados)                                         | Lim Chuan Geok                  | Partido Progresista      | 892   | 8.2  |        |
| Municipal North-East (8.668 registrados)                                         | Votos en blanco/anulados        | Votos en blanco/anulados | 660   | –    |        |
| Municipal South-West (8.800 registrados)                                         | Tan Chye Cheng                  | Partido Progresista      | 4.125 | 42.3 | Electo |
| Municipal South-West (8.800 registrados)                                         | Nazir Ahmad Mallal              | Partido Progresista      | 4.056 | 41.6 | Electo |
| Municipal South-West (8.800 registrados)                                         | Mirza Abdul Majid               | Independiente            | 1.572 | 16.1 |        |
| Municipal South-West (8.800 registrados)                                         | Votos en blanco/anulados        | Votos en blanco/anulados | 547   | –    |        |
| Rural East (2.092 registrados)                                                   | Sardon Jubir                    | Independiente            | 607   | 54.9 | Electo |
| Rural East (2.092 registrados)                                                   | Cheong Hock Chye                | Independiente            | 498   | 45.1 |        |
| Rural East (2.092 registrados)                                                   | Votos en blanco/anulados        | Votos en blanco/anulados | 39    | –    |        |
| Rural West (2.774 registrados)                                                   | Srish Chandra Goho              | Independiente            | 981   | 50   | Electo |
| Rural West (2.774 registrados)                                                   | Malathi Pillai                  | Independiente            | 520   | 26.5 |        |
| Rural West (2.774 registrados)                                                   | Arumugan Ponnu Rajah            | Partido Progresista      | 460   | 23.5 |        |
| Rural West (2.774 registrados)                                                   | Votos en blanco/anulados        | Votos en blanco/anulados | 75    | –    |        |
| Fuente: Singapore Elections Archivado el 24 de enero de 2023 en Wayback Machine. |                                 |                          |       |      |        |